# Komunistička partija Italije
Komunistička partija Italije (Partito Comunista d’Italia, akronim: PCd'I) bila je stranka talijanskih komunista između dva rata. Od osnutka 1921. do zakonske zabrane 1926. koju je proveo fašistički režim Benita Mussolinija. Nakon toga stranka je prešla u ilegalu, u javnost se vratila 1943., nakon pada fašističkog režima, pod novim imenom Talijanska komunistička partija.

## Osnutak
Korijeni stranke bili su već u Komunističkoj sekciji (za Italiju) - Komunističke Internacionale (znane kao Kominterna) iz 1912.
Službeno je Komunistička partija Italije utemeljena u Livornu 21. siječnja 1921., od grupe nezadovoljnika nakon raspada Talijanske socijalitičke partije. Raskol se dogodio za vrijeme kongresa stranke u Livornu, - kad je stranka odbila Kominternin zahtjev da iz svojih redova izbaci reformiste. Zbog tog se dio članova stranke oko torinskog glasila L'Ordine Nuovo koju je predvodio Antonio Gramsci uz kulturaliste predvodene od Angela Tasce udružio s Komunističkom sekcijom iz Kominterne i osnovao novu stranku.

## Ime
Kominterna je u to vrijeme bila organizirana kao jedinstvena svjetska stranka po lenjinističkim načelima.
Zbog tog je službeno ime stranke bilo Komunistička partija Italije, Sekcija Komunističke Internacionale, to ime je zadržano sve do raspuštanja Kominterne 1943., tad se stranka uzela novo ime Talijanska komunistička partija (Partito Comunista Italiano, akronim: PCI). Kratica PCI se stala upotrebljavati od 1924. do 1925., a stranku su u skladu s tadašnjim internacionalistickim tendencijama najčešće zvali samo - partija.

## Program
PCI je ispočetka djelovala kao Sekcija Kominterne, s potpuno istim programom i stranačkom taktikom, koji Kominterna usvojila na svom II. Kongresu u Moskvi 1920. To je bio jezgrovit program u svega deset točaka, koji je počinjao od konstatacije o katastrofičnoj prirodi - kapitalizma i potrebi rušenja takve države, posve uskladen s programom Komunističke partije SSSR-a. Nakon Lenjinove smrti, stranka se sve više stala okretati - domaćim talijanskim temama i problemima.

## Ustroj i organizacija stranke
Od samog svog osnutka PCI se nastojao organizirati na potpuno novi način, a ne poput ostalih građanskih stranaka. Taj novi koncept stranačkog organiziranja, detaljno je razrađen od strane tadašnjeg lidera Amadea Bordige u dva teorijska spisa iz 1921. po tom konceptu avangardna radnička stranka nije samo jednostavni dio proleterijata, već je dobro organizirana i opremljena struktura koja stoji iza radništva, i koja se može suočiti i s budućim problemima - besklasnog društva.
Revolucija nije problem organizacionog oblika stranke, već snage stranke, revolucija se ne može napraviti (to je nedozreli i nerealan cilj) već provoditi (stalnim mijenjanjem prakse). Zbog toga su komunisti trebali odbaciti - buržuasku izbornu demokraciju, i hijerarhisku organizaciju shemu građanskih stranaka i djelovati organički, poput nekog živog organizma, u kojem pojedine ćelije i organini djeluju zajedno na održanju i rastu tog organizma.
U prvim godinama djelovanja PCI, nije imala službenog vodu, on se pojavio kasnije - ispočetka je to bio voditelj Sekcije, nakon toga je to postao Amadeo Bordiga, kao čelnik radikalne ljevice (stranačka većina). Čelnik desne struje (manjina) bio je Angelo Tasca, a Antonio Gramsci stranačkog centra (manjina).
Od svog II. Kongresa 1922., stranka je imala 43 000 članova, taj veliki porast desio se zato što su gotovo svi članovi Socijalističke federacije mladih (Federazione Giovanile Socialista) prešli komunistima. Vrhovni organ stranke bio je Centralni komitet od 15 članova, petorica od njih bili su i članovi Izvršnog komiteta:
- Ambrogio Belloni
- Nicola Bombacci
- Amadeo Bordiga (Izvršni komitet)
- Bruno Fortichiari (Izvršni komitet)
- Egidio Gennari
- Antonio Gramsci
- Ruggiero Grieco (Izvršni komitet)
- Anselmo Marabini
- Francesco Misiano
- Giovanni Parodi
- Luigi Polano
- Luigi Repossi (Izvršni komitet)
- Cesare Sessa
- Ludovico Tarsia
- Umberto Terracini (Izvršni komitet)

Stranački ustroj je od prvobitnih sovjeta, - postupno došao do pokrajinskih federacija, lokalnih sekcija stranke, ćelija po sindikatima, i tajnih organizacija poput - Ufficio Primo za borbu protiv vojnički ustrojenih fašističkih organizacija. Talijanski komunisti su nakon svog II. Kongresa (1922.) imali 15 zastupnika u Parlamentu, i dobili oko 600 000 glasača.

## Boljševizacija stranke
Od 1923., otpočela su uhićivanja članova stranke pod optužbom za tajno djelovanje na rušenju države. Time su osobito bili izloženi - članovi većinskog Bordiginog krila (ljevičarskog), a vlast u stranci je postupno prelazila u ruke stranačke manjine - centra koji je bio čvršće vezan uz Moskvu. Tako da je od 1924. – 1925., otpočeo proces boljševizacije stranke i čvrsto vezanje uz politiku Kominterne i Moskve.
Stranačko glasilo L’Ordine Nuovo ugašeno je 1922., a naslijedila ga je od 1924. L'Unità, koju je uređivao Gramsci. Stranačka frakcija - radikalne ljevice, izdavala je svoje glasilo Bilan (teorijski časopis koji je izlazio mjesečno).
Stranački čelnici Bordiga i Gramsci, uhićeni su 1926. i zatočeni na usamljeni otočić Ustica. Novi lider postao je Palmiro Togliatti koji je izabran za generalnog sekretara 1927. godine. Veliki događaj bilo je izbacivanje Bordige iz stranke 1930., pod optužbom da je trockist.

## Stranačka glasila i publikacije
Novine stranačke središnjice:
- Rassegna comunista
- Il comunista'
- L'Ordine Nuovo (revija)
- Il sindacato rosso
- Lo Stato operaio
- La Compagna
- L'Avanguardia
- Prometeo (revija) (od 1924.)
- L'Unità(od 1924.)

Regionalne novine i glasila PCd'I:
- L' Idea comunista (Alessandria)
- La Riscossa (Fossano)
- Il Bolscevico (Novara)
- La Voce comunista (Milano)
- L'Eco dei comunisti (Cremona)
- L'Adda(Morbegno)
- La Comune(Como)
- La Lotta comunista (Vicenza)
- Il Lavoratore (Trst)
- Delo (za slovensku manjinu iz Trsta)
- Bandiera rossa (Savona)
- Il Momento(Bologna)
- La lotta di classe (Forlì)
- Bandiera rossa(Fano)
- L'Azione comunista (Firenca)
- Il Soviet (Napulj)
- Il Lavoratore comunista (Salerno)
- L'Organizzazione (Roccella Jonica)
- Il proletario (Marsala)

## Vanjske poveznice
- Dokumenti PCd'I -u povijesnom arhivu komunističke ljevice
- sinistra.net Online arhiv komunističke ljevice